# Chrysolina yupeiyuae
Chrysolina yupeiyuae é uma espécie de artrópode pertencente à família Chrysomelidae.